# Aminga
Aminga est une ville de la province de La Rioja, en Argentine, et le chef-lieu du département de Castro Barros. Elle se trouve à 64 km (100 km par la route nationale 75) de la capitale provinciale, La Rioja. C'est une des dix communes du département connu sous le nom de Costa riojana le long du cordon montagneux du Velazco.

## Population
La population n'est que de 820 habitants recensés en 2001, avec une augmentation de 44 % en 10 ans.

## Tourisme
Il existe un zoo écologique qui propose des activités liées au tourisme rural. Production de noix.